# Giải Quả cầu vàng cho nữ diễn viên phim chính kịch xuất sắc nhất
Giải Quả cầu vàng cho nữ diễn viên phim chính kịch xuất sắc nhất là một Giải Quả cầu vàng được Hiệp hội báo chí nước ngoài ở Hollywood trao hàng năm cho nữ diễn viên phim chính kịch được bầu là xuất sắc nhất. Giải này được tách riêng ra từ năm 1951. Trước đó chỉ có 1 giải cho "Best Actress in a Motion Picture" (Nữ diễn viên xuất sắc nhất trong 1 phim), nay chia thành 2 giải: Giải Quả cầu vàng cho nữ diễn viên phim chính kịch xuất sắc nhất và Giải Quả cầu vàng cho nữ diễn viên phim ca nhạc hoặc phim hài xuất sắc nhất.
Tên giải thay đổi từ khi thiết lập và từ năm 2005 thì chính thức mang tên: "Best Performance by an Actress in a Motion Picture-Drama" (Diễn xuất sắc nhất bởi một nữ diễn viên trong 1 phim chính kịch).
Dưới đây là danh sách các nữ diễn viên đoạt giải và các nữ diễn viên được đề cử hàng năm

## Những diễn viên đoạt giải cũ

### "Nữ diễn viên điện ảnh xuất sắc nhất"
- 1944 - Jennifer Jones, The Song of Bernadette
- 1945 - Ingrid Bergman, Gaslight
- 1946 - Ingrid Bergman, The Bells of St. Mary's
- 1947 - Rosalind Russell, Sister Kenny
- 1948 - Rosalind Russell, Mourning Becomes Electra
- 1949 - Jane Wyman, Johnny Belinda
- 1950 - Olivia de Havilland, The Heiress

### "Nữ diễn viên phim chính kịch xuất sắc nhất"

#### Thập niên 1950
- 1951 - Gloria Swanson, Sunset Boulevard
- 1952 - Jane Wyman, The Blue Veil
- 1953 - Shirley Booth, Come Back, Little Sheba
- 1954 - Audrey Hepburn, Roman Holiday
- 1955 - Grace Kelly, The Country Girl
- 1956 - Anna Magnani, The Rose Tattoo
- 1957 - Ingrid Bergman, Anastasia
- 1958 - Joanne Woodward, The Three Faces of Eve

1958: Susan Hayward – I Want to Live!
- Ingrid Bergman – The Inn of the Sixth Happiness
- Deborah Kerr – Separate Tables
- Shirley MacLaine – Some Came Running
- Jean Simmons – Home Before Dark

1959: Elizabeth Taylor – Suddenly, Last Summer
- Audrey Hepburn – The Nun's Story
- Katharine Hepburn – Suddenly, Last Summer
- Lee Remick – Anatomy of a Murder
- Simone Signoret – Room at the Top

#### Thập niên 1960
1960: Greer Garson – Sunrise at Campobello
1961: Geraldine Page – Summer and Smoke
- Leslie Caron – Fanny
- Shirley MacLaine – The Children's Hour
- Claudia McNeil – A Raisin in the Sun
- Natalie Wood – Splendor in the Grass

1962: Geraldine Page - Sweet Bird of Youth
1963: Leslie Caron - The L-Shaped Room
- Polly Bergen - The Caretakers
- Geraldine Page - Toys in the Attic
- Rachel Roberts - This Sporting Life
- Romy Schneider - The Cardinal
- Alida Valli - The Paper Man (El hombre de papel)
- Marina Vlady - The Conjugal Bed (L'ape regina)
- Natalie Wood - Love with the Proper Stranger

1964: Anne Bancroft - The Pumpkin Eater
- Ava Gardner - The Night of the Iguana
- Rita Hayworth - Circus World
- Geraldine Page - Toys in the Attic
- Jean Seberg - Lilith

1965: Samantha Eggar - The Collector vai Miranda Grey
- Julie Christie - Darling vai Diana Scott
- Elizabeth Hartman - A Patch of Blue vai Selina D'Arcey
- Simone Signoret - Ship of Fools vai La Condesa
- Maggie Smith - Othello vai Desdemona

1966: Anouk Aimée - A Man and a Woman (Un homme et une femme) vai Anne Gauthier
- Ida Kaminska - The Shop on Main Street (Obchod na korze) vai Rozalie Lautmann
- Virginia McKenna - Born Free vai Joy
- Elizabeth Taylor - Who's Afraid of Virginia Woolf? vai Martha †
- Natalie Wood - This Property Is Condemned vai Alva Starr

1967: Edith Evans - The Whisperers vai Maggie Ross
- Faye Dunaway - Bonnie and Clyde vai Bonnie Parker
- Audrey Hepburn - Wait Until Dark vai Susy Hendrix
- Katharine Hepburn - Guess Who's Coming to Dinner vai Christina Drayton †
- Anne Heywood - The Fox vai Ellen March

1968: Joanne Woodward - Rachel, Rachel vai Rachel Cameron
- Mia Farrow - Rosemary's Baby vai Rosemary Woodhouse
- Katharine Hepburn - The Lion in Winter vai Eleanor of Aquitaine †
- Vanessa Redgrave - Isadora vai Isadora Duncan
- Beryl Reid - The Killing of Sister George vai June "George" Buckridge

1969: Geneviève Bujold - Anne of the Thousand Days vai Anne Boleyn
- Jane Fonda - They Shoot Horses, Don't They? vai Gloria Beatty
- Liza Minneli - The Sterile Cuckoo vai "Pookie" Adams
- Jean Simmons - The Happy Ending vai Mary Wilson
- Maggie Smith - The Prime of Miss Jean Brodie vai Jean Brodie †

#### Thập niên 1970
1970: Ali MacGraw - Love Story vai Jennifer Cavalleri
- Faye Dunaway - Puzzle of a Downfall Child
- Glenda Jackson - Women in Love vai Gudrun Brangwen †
- Melina Mercouri - Promise at Dawn
- Sarah Miles - Ryan's Daughter vai Rosy Ryan

1971: Jane Fonda - Klute vai Bree Daniels †
- Dyan Cannon - Such Good Friends
- Glenda Jackson - Sunday Bloody Sunday vai Alex Greville
- Vanessa Redgrave - Mary, Queen of Scots vai Queen Mary I
- Jessica Walter - Play Misty for Me

1972: Liv Ullmann - The Emigrants (Utvandrarna) vai Kristina
- Diana Ross - Lady Sings the Blues vai Billie Holiday
- Cicely Tyson - Sounder vai Rebecca Morgan
- Trish Van Devere - One is a Lonely Number
- Tuesday Weld - Play It As It Lays
- Joanne Woodward - The Effect of Gamma Rays on Man-in-the-Moon Marigolds

1973: Marsha Mason - Cinderella Liberty vai Maggie Paul
- Ellen Burstyn - The Exorcist vai Chris MacNeil
- Barbra Streisand - The Way We Were vai Katie Morosky
- Elizabeth Taylor - Ash Wednesday vai Barbara Sawyer
- Joanne Woodward - Summer Wishes, Winter Dreams vai Rita Walden

1974: Gena Rowlands - A Woman Under the Influence vai Mabel Longhetti
- Ellen Burstyn - Alice Doesn't Live Here Anymore vai Alice Hyatt †
- Faye Dunaway - Chinatown vai Evelyn Cross Mulwray
- Valerie Perrine - Lenny vai Honey Bruce
- Liv Ullmann - Scenes from a Marriage (Scener ur ett äktenskap)

1975: Louise Fletcher - One Flew Over the Cuckoo's Nest vai Nurse Ratched †
- Karen Black - The Day of the Locust
- Faye Dunaway - Three Days of the Condor
- Marilyn Hassett - The Other Side of the Mountain
- Glenda Jackson - Hedda vai Hedda Gabler

1976: Faye Dunaway - Network vai Diana Christensen †
- Glenda Jackson - The Incredible Sarah
- Sarah Miles - The Sailor Who Fell from Grace with the Sea
- Talia Shire - Rocky vai Adrian Pennino
- Liv Ullman - Face to Face (Ansikte mot ansikte)

1977: Jane Fonda - Julia vai Lillian Hellman
- Anne Bancroft - The Turning Point vai Emma Jacklin
- Diane Keaton - Looking for Mr. Goodbar
- Kathleen Quinlan - I Never Promised You a Rose Garden
- Gena Rowlands - Opening Night

1978: Jane Fonda - Coming Home vai Sally Hyde †
- Ingrid Bergman - Autumn Sonata (Höstsonaten) vai Charlotte Andergast
- Jill Clayburgh - An Unmarried Woman vai Erica
- Glenda Jackson - Stevie vai Stevie Smith
- Geraldine Page - Interiors vai Eve

1979: Sally Field - Norma Rae vai Norma Rae Webster †
- Jill Clayburgh - La luna
- Lisa Eichhorn - Yanks
- Jane Fonda - The China Syndrome
- Marsha Mason - Promises in the Dark

#### Thập niên 1980
1980: Mary Tyler Moore - Ordinary People vai Beth Jarrett
- Ellen Burstyn - Resurrection vai Edna Mae McCauley
- Gena Rowlands - Gloria vai Gloria Swenson
- Nastassja Kinski - Tess vai Tess Durbeyfield
- Deborah Raffin - Touched by Love vai Lena Canada

1981: Meryl Streep - The French Lieutenant's Woman vai Sarah/Anna
- Sally Field - Absence of Malice vai Megan Carter
- Katharine Hepburn - On Golden Pond vai Ethel Thayer †
- Diane Keaton - Reds vai Louise Bryant
- Sissy Spacek - Raggedy Man vai Nita Longley

1982: Meryl Streep - Sophie's Choice vai Sophie Zawistowska †
- Diane Keaton - Shoot the Moon vai Faith Dunlap
- Jessica Lange - Frances vai Frances Farmer
- Sissy Spacek - Missing vai Beth Horman
- Debra Winger - An Officer and a Gentleman vai Paula Pokrifki

1983: Shirley MacLaine - Terms of Endearment vai Aurora Greenway †
- Jane Alexander - Testament vai Carol Amen
- Bonnie Bedelia - Heart Like a Wheel vai Shirley Roque
- Meryl Streep - Silkwood vai Karen Silkwood
- Debra Winger - Terms of Endearment vai Emma Greenway Horton

1984: Sally Field - Places in the Heart vai Edna Spalding †
- Diane Keaton - Mrs. Soffel vai Kate Soffel
- Jessica Lange - Country vai Jewell Ivy
- Vanessa Redgrave - The Bostonians vai Olive Chancellor
- Sissy Spacek - The River vai Mae Garvey

1985: Whoopi Goldberg - The Color Purple vai Celie
- Anne Bancroft - Agnes of God vai Miriam Ruth
- Cher - Mask vai Florence "Rusty" Dennis
- Geraldine Page - The Trip to Bountiful vai Carrie Watts
- Meryl Streep - Out of Africa vai Karen Blixen

1986: Marlee Matlin – Children of a Lesser God vai Sarah Norman †
- Julie Andrews – Duet for One vai Stephanie Anderson
- Anne Bancroft – 'night, Mother vai Thelma Cates
- Farrah Fawcett – Extremities vai Marjorie
- Sigourney Weaver – Aliens vai Ellen Ripley

1987: Sally Kirkland – Anna vai Anna
- Rachel Chagall – Gaby: A True Story vai Gaby
- Glenn Close – Fatal Attraction vai Alex Forrest
- Faye Dunaway – Barfly vai Wanda Wilcox
- Barbara Streisand – Nuts vai Claudia Draper

1988: đồng hạng
Jodie Foster – The Accused vai Sarah Tobias † and
Sigourney Weaver – Gorillas in the Mist vai Diane Fossey and
 Shirley MacLaine – Madame Sousatzka vai Yuvline Sousatzka ‡
- Christine Lahti – Running on Empty vai Annie Pope/Cynthia Manfield
- Meryl Streep – A Cry in the Dark vai Lindy Chamberlain

1989: Michelle Pfeiffer – The Fabulous Baker Boys vai Susie Diamond
- Jessica Lange – Music Box vai Ann Talbot
- Liv Ullman – The Rose Garden vai Gabriele
- Andie MacDowell – sex, lies and videotape vai Ann Bishop Mullany
- Sally Field – Steel Magnolias vai M'Lynn Eatenton

#### Thập niên 1990
1990: Kathy Bates – Misery vai Annie Wilkes †
- Anjelica Huston – The Grifters vai Lilly Dillon
- Joanne Woodward – Mr. and Mrs. Bridge vai India Bridge
- Michelle Pfeiffer – The Russia House vai Katya Orlova
- Susan Sarandon – White Palace vai Nora Baker

1991: Jodie Foster – The Silence of the Lambs vai Clarice Starling †
- Annette Bening – Bugsy vai Virginia Hill
- Laura Dern – Rambling Rose vai Rose
- Geena Davis – Thelma and Louise vai Thelma Yvonne Dickinson
- Susan Sarandon – Thelma and Louise vai Louise Elizabeth Sawyer

1992: Emma Thompson – Howards End vai Margaret Schlegel †
- Sharon Stone – Basic Instinct vai Catherine Tramell
- Susan Sarandon – Lorenzo's Oil vai Michaela Odone
- Michelle Pfeiffer – Love Field vai Lurene Hallett
- Mary McDonnell – Passion Fish vai May-Alice Culhane

1993: Holly Hunter – The Piano vai Ada McGrath †
- Michelle Pfeiffer – The Age of Innocence vai Ellen Olenska
- Debra Winger – A Dangerous Woman vai Martha Horgan
- Emma Thompson – The Remains of the Day vai Mary Kenton
- Juliette Binoche – Three Colours: Blue (Trois couleurs: Bleu) vai Julie Vignon (de Courcy)

1994: Jessica Lange – Blue Sky vai Carly Marshall †
- Jennifer Jason Leigh – Mrs. Parker and the Vicious Circle vai Dorothy Parker
- Jodie Foster – Nell vai Nell Kellty
- Meryl Streep – The River Wild vai Gail Hartman
- Miranda Richardson – Tom & Viv vai Vivienne Haigh-Wood

1995: Sharon Stone – Casino vai Ginger McKenna
- Meryl Streep – The Bridges of Madison County vai Francesca Johnson
- Susan Sarandon – Dead Man Walking vai Helen Prejean †
- Elisabeth Shue – Leaving Las Vegas vai Sera
- Emma Thompson – Sense and Sensibility vai Elinor Dashwood

1996: Brenda Blethyn – Secrets and Lies vai Cynthia Rose Purley
- Emily Watson – Breaking the Waves vai Bess McNeill
- Kristin Scott Thomas – The English Patient vai Katharine Clifton
- Meryl Streep – Marvin's Room vai Lee
- Courtney Love – The People vs. Larry Flynt vai Althea Leasure

1997: Judi Dench – Mrs. Brown vai Queen Victoria
- Jodie Foster – Contact vai Eleanor Arroway
- Jessica Lange – A Thousand Acres vai Ginny Cook Smith
- Kate Winslet – Titanic vai Rose DeWitt Bukater
- Helena Bonham Carter – The Wings of the Dove vai Kate Croy

1998: Cate Blanchett – Elizabeth vai Nữ hoàng Elizabeth I
- Fernanda Montenegro – Central Station (Central do Brasil) vai Dora
- Susan Sarandon – Stepmom vai Jackie Harrison
- Meryl Streep – One True Thing vai Kate Gulden
- Emily Watson – Hilary and Jackie vai Hilary du Pré

1999: Hilary Swank – Boys Don't Cry vai Brandon Teena †
- Annette Bening – American Beauty vai Carolyn Burnham
- Julianne Moore – The End of the Affair vai Sarah Myles
- Meryl Streep – Music of the Heart vai Roberta Guaspari
- Sigourney Weaver – A Map of the World vai Alice Goodwin

#### Thập niên 2000
2000: Julia Roberts – Erin Brockovich vai Erin Brockovich †
- Joan Allen – The Contender vai Laine Hanson
- Björk – Dancer in the Dark vai Selma Jezkova
- Ellen Burstyn – Requiem for a Dream vai Sara Goldfarb
- Laura Linney – You Can Count on Me vai Samantha 'Sammy' Prescott

2001: Sissy Spacek – In The Bedroom vai Ruth Fowler
- Halle Berry – Monster's Ball vai Leticia Musgrove †
- Judi Dench – Iris vai Iris Murdoch
- Nicole Kidman – The Others vai Grace Stewart
- Tilda Swinton – The Deep End vai Margaret Hall

2002: Nicole Kidman – The Hours vai Virginia Woolf †
- Salma Hayek – Frida vai Frida Kahlo
- Diane Lane – Unfaithful vai Connie Summer
- Julianne Moore – Far From Heaven vai Cathy Whitaker
- Meryl Streep – The Hours vai Clarissa Vaughan

2003: Charlize Theron – Monster vai Aileen Wuornos †
- Cate Blanchett – Veronica Guerin vai Veronica Guerin
- Scarlett Johansson – Girl with a Pearl Earring vai Griet
- Nicole Kidman – Cold Mountain vai Ada Monroe
- Uma Thurman – Kill Bill: Vol. 1 vai The Bride
- Evan Rachel Wood – thirteen vai Tracy Louise Freeland

2004: Hilary Swank – Million Dollar Baby vai Maggie Fitzgerald †
- Scarlett Johansson – A Love Song for Bobby Long vai Pursy Will
- Nicole Kidman – Birth vai Anna
- Imelda Staunton – Vera Drake vai Vera
- Uma Thurman – Kill Bill: Vol. 2 vai Beatrix Kiddo/The Bride

2005: Felicity Huffman – Transamerica vai Bree Osbourne
- Maria Bello – A History of Violence vai Edie Stall
- Gwyneth Paltrow – Proof vai Catherine
- Charlize Theron – North Country vai Josey Aimes
- Chương Tử Di – Hồi ức của một geisha vai Chiyo/Sayuri

2006: Helen Mirren – The Queen vai Queen Elizabeth II †
- Penélope Cruz – To Return (Volver) vai Raimunda
- Judi Dench – Notes on a Scandal vai Barbara Covett
- Maggie Gyllenhaal – SherryBaby vai Sherry Swanson
- Kate Winslet – Little Children vai Sarah Pierce

2007: Julie Christie – Away from Her vai Fiona Anderson 
- Cate Blanchett – Elizabeth: The Golden Age vai Queen Elizabeth I
- Jodie Foster – The Brave One vai Erica Bain
- Angelina Jolie – A Mighty Heart vai Mariane Pearl
- Keira Knightley – Atonement vai Cecilia Tallis

2008: Kate Winslet – Revolutionary Road vai April Wheeler ‡
- Anne Hathaway – Rachel Getting Married vai Kym
- Angelina Jolie – Changeling vai Christine Collins
- Kristin Scott Thomvai – I've Loved You So Long (Il y a longtemps que je t'aime) vai Juliette Fontaine
- Meryl Streep – Doubt vai Sơ Aloysius Beauvier

2009: Sandra Bullock – The Blind Side vai Leigh Anne Tuohy †
- Emily Blunt – The Young Victoria vai Nữ hoàng Victoria
- Helen Mirren – The Last Station vai Sophia Tolstaya
- Carey Mulligan – An Education vai Jenny Miller
- Gabourey Sidibe – Precious vai Claireece "Precious" Jones

### Thập niên 2010
| Năm  | Diễn viên           | Vai diễn                     | Phim                            |
| ---- | ------------------- | ---------------------------- | ------------------------------- |
| 2010 | Natalie Portman †   | Nina Sayers / The Swan Queen | Black Swan                      |
| 2010 | Halle Berry         | Frankie / Genius / Alice     | Frankie and Alice               |
| 2010 | Nicole Kidman ‡     | Becca Corbett                | Rabbit Hole                     |
| 2010 | Jennifer Lawrence ‡ | Ree Dolly                    | Winter's Bone                   |
| 2010 | Michelle Williams ‡ | Cindy Hiller                 | Blue Valentine                  |
| 2011 | Meryl Streep †      | Margaret Thatcher            | The Iron Lady                   |
| 2011 | Glenn Close ‡       | Albert Nobbs                 | Albert Nobbs                    |
| 2011 | Viola Davis ‡       | Aibileen Clark               | The Help                        |
| 2011 | Rooney Mara ‡       | Lisbeth Salander             | The Girl with the Dragon Tattoo |
| 2011 | Tilda Swinton       | Eva Khatchadourian           | We Need to Talk About Kevin     |
| 2012 | Jessica Chastain ‡  | Maya                         | Zero Dark Thirty                |
| 2012 | Marion Cotillard    | Stéphanie Ménochet           | Rust and Bone                   |
| 2012 | Helen Mirren        | Alma Reville                 | Hitchcock                       |
| 2012 | Naomi Watts ‡       | Maria Bennett                | The Impossible                  |
| 2012 | Rachel Weisz        | Hester Collyer               | The Deep Blue Sea               |
| 2013 | Cate Blanchett †    | Jeanette "Jasmine" Francis   | Blue Jasmine                    |
| 2013 | Sandra Bullock ‡    | Dr. Ryan Stone               | Gravity                         |
| 2013 | Judi Dench ‡        | Philomena Lee                | Philomena                       |
| 2013 | Emma Thompson       | P. L. Travers                | Saving Mr. Banks                |
| 2013 | Kate Winslet        | Adele Wheeler                | Labor Day                       |
| 2014 | Julianne Moore      | Dr. Alice Howland            | Still Alice                     |
| 2014 | Jennifer Aniston    | Claire Simmons               | Cake                            |
| 2014 | Felicity Jones      | Jane Hawking                 | The Theory of Everything        |
| 2014 | Rosamund Pike       | Amy Elliott-Dunne            | Gone Girl                       |
| 2014 | Reese Witherspoon   | Cheryl Strayed               | Wild                            |